# 広瀬駿
広瀬 駿（ひろせ しゅん、1989年6月19日 - ）は、南気象予報士事務所に所属する気象予報士・防災士・健康気象アドバイザーで、毎日放送 (MBS)・MBSラジオ・TBSテレビの気象キャスター。かつては、北海道テレビ放送 (HTB) の番組でも気象キャスターを務めた。

## 来歴

### 学生時代
愛媛県伊予郡砥部町出身。砥部町立麻生小学校、愛媛大学教育学部附属中学校、愛媛県立松山東高等学校を卒業。横浜国立大学教育人間科学部への進学後から、気象、台風、地質を研究していた。やがて、横浜国立大学大学院環境情報学府を修了するとともに、気象予報士試験へ合格。

### 気象予報士として
2014年4月から2016年9月24日まで、『イチオシ!モーニング』（北海道テレビ）土曜日の気象キャスターを担当していた。
2016年10月から、南利幸が代表を務める株式会社南気象予報士事務所へ所属。活動の拠点を北海道から関西地方へ移すとともに、当時この事務所へ所属していた西池沙織の後任として、MBSとの間で気象キャスターとしての専属契約を結んだ。
MBSでは報道局（2021年4月1日以降は報道情報局）内の気象情報部 に籍を置きながら、テレビ番組向けの気象解説を担当。2016年10月3日から、「きょうのそらいろ」（『ちちんぷいぷい』『VOICE』内の天気予報コーナー）と、『そらいろのーと』（近畿地方・徳島県向け天気予報の平日最終版に当たる事前収録の独立番組）に出演していた。『ちちんぷいぷい』では、「こちらぷいぷいお天気部!」（詳細後述）のロケや、天気予報以外の生中継でもリポーターを随時担当。
2017年1月6日から9月30日までは、MBSで初めての「ピンポイント予報」（同局の独自調査による特定地点向けの天気予報）を、「広瀬駿の土日のお天気」（金曜日のエンディングコーナー）内で伝えていた。
2018年11月3日から2020年3月28日までは『サタデープラス』（全国ネットの生放送番組）、2019年4月2日からは『ミント!』（同年3月29日で終了した『VOICE』の後継番組）でも気象キャスターを担当。『ちちんぷいぷい』『ミント!』が2021年3月で終了したことに伴って、同月29日からは後継番組の『よんチャンTV』へ出演している。
MBSラジオでは、トーク番組や特別番組へゲストとして随時出演。2017年度のナイターオフ期間からは、同部に所属する他の気象予報士（南・吉村真希・前田智宏）と共に、『こちら茶屋町お天気部!』（MBSラジオの生放送番組）でパーソナリティを務めている。
2020年7月22日には、自身初の著書「こちら、横浜国大『そらの研究室』!天気と気象の特別授業 知れば知るほど面白い!」 が三笠書房から発売された（「知的生きかた文庫」に所収）。
2023年の3月最終週からは、『Nスタ』（TBSテレビ制作の報道・情報番組）の平日版（MBSでは基本としてJNN全国ニュースパートに限って『よんチャンTV』内で同時ネット）でも気象キャスターを担当。『Nスタ』には週の前半（月・火曜日）、『よんチャンTV』の関西ローカルパートには週の後半（木・金曜日）に出演している 。

## 人物・エピソード
趣味は俳句作りで、歳時記や七十二候にも詳しい。『ちちんぷいぷい』の「きょうのそらいろ」では、プロジェクターに映し出す気象概況・話題のポイントを本番前に自ら毛筆で書いたり、「駿の旬ばなし」（歳時記・七十二候にちなんだ気象の知識・表現）や「シュンの一句」（放送翌日の気象概況のポイントを詠み込んだ自作の句）を随時披露したりしている。ちなみに、おじ・おば共に「いつき組」（自身と同じ愛媛県出身の俳人・夏井いつき がリーダーを務める俳句集団）の組員。おじ（村重尚）は、NHK松山放送局へ勤務していた時期に、プロデューサーとして『俳句王国』（夏井が出演する同局制作の文芸番組）を立ち上げたという。その影響で、広瀬自身も中学生時代から、夏井が主宰する「句会ライブ」へ数回参加している。
学生時代には、NPO法人気象キャスターネットワークの気象予報士養成講座を受講する一方で、『キャッツ』へ感銘を受けたこと をきっかけにアマチュア演劇へ参加。一時は、ミュージカルの俳優を養成する専門学校に通っていた。このような経験から、『イチオシ!モーニング』では、「歌って踊れる気象予報士」という一面を披露。「勇気100%」（光GENJIの楽曲）に合わせて踊りながら、北海道内の気象概況を伝えたこともある。『ちちんぷいぷい』2017年夏季「スペシャルウィーク」（7月31日 - 8月4日）期間中の「そらいろのーと」では、毎日放送本社（大阪市北区茶屋町）1階「ちゃぷらステージ」からの生中継による特別企画「らいよん 音頭de温度」で、「浴衣姿でオリジナルの盆踊りを披露しながら（当時の放送エリアであった）大阪・鹿児島における放送翌日の予想最高気温を発表する」という試みに取り組んでいる。
高校生時代からの熱心なフィギュアスケートファンで、1シーズンに2回は試合やアイスショーを会場で鑑賞。自身はアイススケートを一切滑れないにもかかわらず、フィギュアスケートの演技を解説するためだけに番組へ登場したり、自身で考えた振り付けをスタジオで披露したりすることもある。2018年2月の平昌オリンピック期間中には、宮原知子・坂本花織両選手が日本代表として臨んだフィギュアスケート・女子シングルのフリープログラムが終盤（2月23日）に組まれていたことから、開催の前日（2月22日）から開催国の韓国へ急遽渡航。滞在先からの生中継形式で『ちちんぷいぷい』向けに天気予報を伝えながら、オリンピックの開幕直前から韓国に派遣されていた辻憲太郎（毎日放送報道局解説委員）に代わって、フリープログラムの観戦リポートや周辺取材を担った。
気象キャスターとしてMBSとの間で専属契約を結んだことを機に、関西地方で初めて生活しながら、担当番組向けの取材や生中継リポートをほぼ1人でこなしている。2017年1月10日（火曜日）の『ちちんぷいぷい』本番前には、MBSテレビの番組出演者を代表して、今宮戎神社（大阪市浪速区）の宝恵駕籠（ほえかご）行列で宝恵駕籠への搭乗を初めて経験した。2018年には、『インクレディブル・ファミリー』（ピクサー・アニメーション・スタジオ製作のアニメーション映画）の日本語吹き替え版において、ニュースキャスター役で声優デビューを果たした。
2017年3月12日に開催の「第5回淀川寬平マラソン」（『ちちんぷいぷい』金曜レギュラーの間寛平が主宰するマラソン大会）には、同番組のレギュラー出演者を代表して出場。山中真・松川浩子・大吉洋平・豊崎由里絵（いずれも毎日放送アナウンサー）とチームを組んだうえで、同年から新設された「42.195km駅伝部門」4区（11km）へ出走したところ、チームの目標タイム（3時間55分）を上回る3時間16分3秒（59チーム中9位）という記録での完走に貢献した。広瀬自身は、本格的なランニングの経験がなかったにもかかわらず、目標タイム（60分30秒）を5分ほど上回るペース（55分5秒）で4区を走り切っている。2018年5月29日（火曜日）の『ちちんぷいぷい』本番前に万博記念競技場（大阪市吹田市）で実施された吉本陸上競技会（2001年から年に1回開催）でも、大会史上初めて参加した「ちちんぷいぷいチーム」の一員として、6区間で構成された「10km駅伝」の3区（1km）と「5kmマラソン」へ出場している。2019年の同競技会にも、「ちちんぷいぷい&ミント!チーム」のメンバーとして、5区間構成の駅伝で3区に出場。

## 出演番組

### 現在

#### テレビ
いずれの番組にも、気象キャスターとして出演。
- よんチャンTV （2021年3月29日 - 、毎日放送） - 木・金曜日の天気予報「きょうのソラいろ」「あしたのソラいろ」を担当 
  - 2023年3月24日（金曜日）までは、平日の全曜日で「きょうのソラいろ」「あしたのソラいろ」を担当。
- Nスタ平日版 （2023年3月28日 - 、TBSテレビ） - 月・火曜日の天気予報を担当
  - 2023年1月3日（火曜日）に放送されていた『Nスタ　新春スペシャル』にも、全国向けと関東ローカル向けの天気予報へ出演。
  - レギュラー陣への加入は平日版リニューアルの一環[17]で、第0部・第1部（いずれも任意ネットパート）と第3部（関東ローカルパート）内の天気予報を主に担当。日本列島に異常気象が生じている（または異常気象の発生が予測される）場合には第2部（『よんチャンTV』内でも放送されるJNN全国ニュースパート）にも登場しているが、前述したように、『よんチャンTV』にも木・金曜日に限って本編（関西ローカルパート）への出演を続けている。

### 過去

#### 北海道テレビの気象予報士時代
いずれも北海道テレビ制作の番組で、気象キャスターとして出演。
- イチオシ!モーニング土曜日（2014年4月 - 2016年9月24日）
- イチオシ!ピックアップ（2014年9月 - 2016年9月）

#### 毎日放送の気象予報士時代

##### テレビ
- ちちんぷいぷい
  - 「きょうのそらいろ」（南日本放送・宮崎放送との相互ネット方式で放送する天気予報）を中心に担当。2017年9月からは、「MBS気象情報部 気象予報士」という肩書で出演していた。台風・大雨・大雪の概況解説や防災関連の企画で出演する場合には、放送上の肩書に「防災士」を加えている（『ミント!』でも継承）。
  - 北海道放送 (HBC) でも2018年9月21日（金曜日）まで同時ネットを実施していた時期には、異常気象時にはHBCで放送する時間帯（当時は13:55 - 15:40）に登場。2017年2月6日（月曜日）から2月10日（金曜日）までの5日間は、「リアル北海道くん」（北海道内からの生中継）のリポーターとして当該時間帯に出演した。
  - 前田が南気象予報士事務所・毎日放送報道局気象情報部および、当番組のレギュラー（放送上の肩書は「フィールド気象予報士」）に加わった2018年4月以降も引き続き出演。『サタデープラス』へのレギュラー出演開始を機に、月曜日の「きょうのそらいろ」では、自身に代わって前田が担当する機会が増えていた。放送時間を短縮した2019年4月以降は、日・月曜日を公休やロケ取材（後述）へ充てる関係で、火 - 金曜日の「きょうのそらいろ」を主に担当。
  - 2017年10月5日から2019年3月15日までの水曜日には、放送上新設された「ぷいぷいお天気部」の「部長」として、「こちらぷいぷいお天気部!!」（気象に関する森羅万象を調査するコーナー）でスタジオ解説やロケ取材を随時担当。2019年4月8日から2020年3月21日の最終回までは、広瀬の担当分を金曜日（前田の担当分を月曜日）に月1回のペースで「きょうのそらいろ」の直前に放送していた。
  - 「きょうのそらいろ」「こちらぷいぷいお天気部!!」以外にも、フィギュアスケート関連の企画で、スタジオ解説やリポーターを随時担当。2019年4月以降の「きょうのそらいろ」では、淀川の河川敷でフィギュアスケート風の回転演技を披露した映像が冒頭に流れていた。2020年8月第2週の『ちちんぷいぷい&ミント!夏休みウィーク 夏の自由すぎ研究』から、テレビでの担当番組を『ミント!』へ事実上集約。
- そらいろのーと（2016年10月3日 - 2018年3月30日）
- VOICE
  - 主に「きょうのそらいろ」（2018年4月2日以降は「広瀬駿の天気のはなし」）を担当。生中継のリポートを兼ねて、中継先から気象概況を伝えることもあった。
- ミント!（2019年4月2日 - 2021年3月19日）
  - 2020年7月最終週までは、前田智宏（南気象予報士事務所・毎日放送報道局気象情報部の同僚、気象予報士で元・福井放送アナウンサー）と分担しながら、「広瀬駿のあしたのそらいろ」（火 - 金曜日18時台の天気予報）に出演していた。『ちちんぷいぷい&ミント!夏休みウィーク 夏の自由すぎ研究』（『ちちんぷいぷい』との共同制作で2020年8月第2週に放送）から前田との分担体制を見直したことに伴って、「空みてミント」（前田が前週まで担当していた17時台の天気予報）と「きょうのそらいろ」を全曜日で担当していた。
  - 「空みてミント」「きょうのそらいろ」を組み込んでいた本編（関西ローカルパート）を休止する一方で、「Newsミント!」（関西ローカルニュースパート）だけを単独番組として編成する場合にも、「Newsミント!」内で気象情報を伝えていた。2021年3月5日（金曜日）で本編の放送を終了してからも、8日（月曜日）から26日（金曜日）まで「Newsミント!」を単独番組として編成していたことに伴って、「Newsミント!」へ19日（金曜日）放送分まで出演していた（最終週は前田が担当）。
- 吉本陸上競技会（2018年に「ちちんぷいぷいチーム」・2019年に「ちちんぷいぷい&ミント!チーム」の選手として一部の競技に出場）
- ごぶごぶ（2018年9月11日）
  - 2018年8月20日（月曜日）のロケ中にMCの浜田雅功とゲストの藤山直美が『ちちんぷいぷい』を放送中のスタジオへ突然出演した直後に、「視聴者として広瀬のことが気になっている」という藤山[18] が「広瀬を浜田に紹介したい」と提案したことから、当日の「きょうのそらいろ」の本番直後に毎日放送局内のロケへ急遽登場した[19][20]。
- サタデープラス（MBSテレビ制作・TBSテレビ系列の全国ネット番組、2018年11月3日 - 2020年3月28日）
  - （HTBの気象予報士時代を含めて）初めてレギュラーで気象キャスター（放送上の肩書は「プレゼンター」）を務めた全国ネット番組。レギュラーで出演する前にも、日本列島に異常気象が予想される場合に、気象概況を解説する目的でスタジオに登場することがあった。
- コトノハ図鑑（2018年11月2日）
  - 「お天気のコトノハ（言葉）」を取り上げた関係で、松井愛・山中真（いずれも毎日放送アナウンサー）によるロケ取材に同行。
- 山村美紗トラベルミステリー「鉄道警察官 捜査ファイル」（MBSテレビ・TBSテレビの共同制作で2020年[21] に放送） 
  - 警視庁地域課鉄道警察隊の隊員役で、隊長役の田中美佐子とワンシーンだけ共演。
- NHKだめ自慢～みんながでるテレビ～（NHK総合テレビ、2020年7月25日） 
  - 「踊る気象予報士のだめ自慢」というテーマで、毎日放送の気象予報士就任後初めて、他局の番組にリモート方式で出演。

##### ラジオ
いずれも毎日放送→MBSラジオの番

#### ラジオ
いずれもMBSラジオ制作の番組
- こちら茶屋町お天気部!（2017年度以降のナイターオフ番組、前述）
  - 2018年度のナイターイン期間と2019・2020年度には『MBSマンデースペシャル』内で随時放送されていたが、2021年度以降は放送が途絶えている。
- 茶屋町ヤマヒロ会議（不定期）
  - 気象・ミュージカル・フィギュアスケート関連の「会議」（特集）を放送する場合に、ゲストスピーカーとして随時出演。
- 次は〜新福島!（2017年度以降のナイターオフ限定生ワイド番組）シリーズから派生した新春特別番組
  - 次は〜新福島!スペシャル 七福神もビックリ!“福”島のぶひろのふるまい大新年会!（2018年1月1日）
  - MBSラジオ亥の一番! 次は〜新福島! 猪（ちょ）ベリグ大新年会!（2019年1月1日）
- 福島のぶひろの、どうぞお構いなく。（2018年2月17日）
- ありがとう浜村淳です（2018年6月5日、前田と共に10時台の「朝からようこそ」へゲスト出演）
- フィギュア大好き！広瀬駿のKiss＆Cryすべってしゃべって60分！（2019年2月17日に『MBSサンデー・カルチャーナイト』内で放送）
  - テレビ・ラジオを通じて初めての冠番組で、単独では初めてラジオパーソナリティを担当。フィギュアスケート大会の得点・減点要素に関する専門的な解説や、「自分がフィギュアスケートの選手として大会のフリープログラムで滑走する」という設定での架空実況も披露した。
- ネットワーク1・17（2020年9月6日）

以下の番組には、前田との分担体制の見直しに伴って、2020年8月から『Nスタ』の気象キャスターを担当するまで定期的に出演。
- 松井愛のすこ〜し愛して♥（気象情報部の担当枠である12時台の「お天気のお知らせ」にのみ出演）
- こんちわコンちゃんお昼ですょ!（気象情報部の担当枠である14時台の「お天気のお知らせ」にのみ出演）

## 出演作品

### 映画
- インクレディブル・ファミリー（2018年、日本語吹き替え版） - 「ひとこと声優」というプロジェクトの一環で、劇中のテレビに映るニュースキャスターのセリフ（約1秒半）を吹き替え。

### ミュージック・ビデオ
- 佐藤和哉 feat. 渡和久「晴レウララ」 - 「MBSお天気部」2020年4 - 6月分のテーマ曲として書き下ろされた縁で出演

## 著書
- 「こちら、横浜国大『そらの研究室』!天気と気象の特別授業 知れば知るほど面白い!」（三笠書房「知的生きかた文庫」、2020年7月22日初版刊行、ISBN 978-4837986676）※筆保弘徳・今井明子との共著